# Stephen Lee (Eishockeyspieler)
Stephen Lee (* 1. Oktober 1990 in Kingston upon Hull, England) ist ein britischer Eishockeyspieler, der seit 2021 erneut bei den Nottingham Panthers in der Elite Ice Hockey League unter Vertrag steht.

## Karriere

### Vereinskarriere
Stephen Lee begann seine Eishockey-Karriere bei den Kingston Jets und deren Nachwuchsteams in seiner Heimatstadt Kingston upon Hull, für die er bis 2006 spielte. In der Spielzeit 2004/05 gab er für die Jets sein Debüt in der National Ice Hockey League, der dritthöchsten britischen Spielklasse. In derselben Spielzeit begann er auch für die Hull Stingrays zu spielen und gab sein Debüt in der British National League. Nach Auflösung der BNL spielte er für die Stingrays zunächst in der English Premier Ice Hockey League, der zweithöchsten britischen Liga, und von 2006 bis 2008 in der Elite Ice Hockey League. Anschließend wechselte er für ein Jahr zu den Guildford Flames, mit denen er wieder in der EPIHL antrat. Seit 2009 spielt er für die Nottingham Panthers in der Elite Ice Hockey League (EIHL). Als Hauptrundensieger der EIHL gewann er mit den Panthers 2013 die britische Meisterschaft. Die Playoffs der Liga gewann er mit dem Klub 2011, 2012, 2013 und 2016. Zudem gelang 2010, 2011, 2012, 2013, 2014 und 2016 der Gewinn des Challenge Cups. 2017 gewann er mit den Panthern den Continental Cup. Nachdem er jeweils eine Spielzeit beim Ligarivalen Guildford Flames und in Italien beim HC Pustertal verbracht hatte, kehrte er 2021 nach Nottingham zurück. Für Hull, Guildford und Nottingham absolvierte er inzwischen mehr als 600 Spiele in der Elite Ice Hockey League.

### International
Im Juniorenbereich stand Lee für Großbritannien bei den U18-Weltmeisterschaften 2007 in der Division I und 2006 und 2008, als er zum besten Verteidiger des Turniers gewählt wurde, in der Division II sowie den U20-Weltmeisterschaften der Division I 2007 und 2008 und der Division II 2009, als er zum besten Verteidiger des Turniers gewählt wurde, und 2010, als er als erneut bester Verteidiger des Turniers und bester Spieler seiner Mannschaft maßgeblich zum Wiederaufstieg in die Division I beitrug, auf dem Eis.
In der britischen Herren-Nationalmannschaft wurde Lee erstmals bei der Weltmeisterschaft 2010 in der Division I eingesetzt. Auch bei den Weltmeisterschaften 2012, 2013, 2014, 2016, 2017 und 2018, als den Briten erstmals nach dem Abstieg 1994 die Rückkehr auf die höchste Stufe der Weltmeisterschaften gelang, spielte er in der Division I. Bei der Weltmeisterschaft 2019 spielte er erstmals in der Top-Division. Zudem vertrat er seine Farben bei den Qualifikationsturnieren für die Olympischen Winterspiele in Sotschi 2014 und in Pyeongchang 2018.

## Erfolge und Auszeichnungen
- 2010 Challenge-Cup-Sieger mit den Nottingham Panthers
- 2011 Playoff-Sieger der Elite Ice Hockey League und Challenge-Cup-Sieger mit den Nottingham Panthers
- 2012 Playoff-Sieger der Elite Ice Hockey League und Challenge-Cup-Sieger mit den Nottingham Panthers
- 2013 Britischer Meister, Playoff-Sieger der Elite Ice Hockey League und Challenge-Cup-Sieger mit den Nottingham Panthers
- 2014 Challenge-Cup-Sieger mit den Nottingham Panthers
- 2016 Playoff-Sieger der Elite Ice Hockey League und Challenge-Cup-Sieger mit den Nottingham Panthers
- 2017 IIHF-Continental-Cup-Gewinn mit den Nottingham Panthers

### International
- 2006 Aufstieg in die Division I bei der U18-Weltmeisterschaft der Division II, Gruppe B
- 2008 Bester Verteidiger der U18-Weltmeisterschaft der Division II, Gruppe B
- 2009 Bester Verteidiger der U20-Weltmeisterschaft der Division II, Gruppe B
- 2010 Aufstieg in die Division I bei der U20-Weltmeisterschaft der Division II, Gruppe A
- 2010 Bester Verteidiger der U20-Weltmeisterschaft der Division II, Gruppe A
- 2017 Aufstieg in die Division I, Gruppe A bei der Weltmeisterschaft der Division I, Gruppe B
- 2018 Aufstieg in die Top-Division bei der Weltmeisterschaft der Division I, Gruppe A

## Statistik
(Stand: Ende der Saison 2021/22)